# Novo nascimento
Um novo nascimento (também chamado de regeneração) é uma expressão utilizada principalmente pelas Igrejas Evangélicas para se referir à salvação ou conversão. O termo é utilizado de formas diferentes pelas denominações cristãs. 

## Origem
A frase refere-se a uma passagem na Bíblia, incluindo a entrevista de Jesus com Nicodemos no Evangelho segundo João, onde Jesus explica que para entrar no Reino de Deus, o homem deve nascer de novo.

## História
Em 1527, regeneração após arrependimento simbolizado pelo batismo, é o primeiro ponto da Confissão de Schleitheim publicada pelos irmãos suíços, um grupo de  Anabatistas em Schleitheim. Esta confissão formará a base da doutrina da igreja de crentes, que também dá igual importância ao novo nascimento. Nos séculos XVIII e XIX, a expressão e conceito tornaram-se principalmente associados com cristianismo evangélico.

## Posições

### Catolicismo
O termo novo nascimento não é usado pelo catolicismo, que identifica a regeneração com o sacramento do baptismo e ao invés disso fala de "batizado".

### Anglicanismo
No anglicanismo, o novo nascimento aconteceu com o sacramento do batismo.

### Luteranismo
No Luteranismo, o novo nascimento é visto como uma experiência em que o Espírito Santo renova a fé de uma pessoa no baptismo.

### Cristianismo evangélico
Em cristianismo evangélico, o novo nascimento é um elemento fundamental e um dos principais sinais distintivos. Na prática, este termo refere-se a uma conversão religiosa para se referir aqueles que tomaram a decisão de seguir Jesus. Marca uma importante mudança de vida. Significa arrependimento, que é reconhecimento, confissão e renúncia a pecado. Para os cristãos evangélicos, o novo nascimento sempre ocorre antes do batismo. Em algumas correntes, notadamente batistas, é sinônimo do batismo no Espírito Santo. Nas correntes do pentecostalismo, neopentecostalismo e o movimento Carismático, é uma experiência distinta do batismo no Espírito Santo.
Para algumas denominações evangélicas, é o começo da santificação do crente. Para outros, é uma oportunidade para receber santificação completa.